# FIA-Langstrecken-Weltmeisterschaft 2024

Das Logo der Rennserie

Die FIA-Langstrecken-Weltmeisterschaft 2024 (offiziell 2024 FIA World Endurance Championship) war die zwölfte Saison der FIA-Langstrecken-Weltmeisterschaft (WEC). Der Kalender umfasste acht Rennen. Die Saison hat am 2. März mit einem neuen Event in Katar begonnen und endete am 2. November in As-Sachir.

## Regeländerungen

### Sportlich
- Die LMP2-Klasse wird zum ersten Mal seit Gründung der WEC (2012) nicht mehr ausgeschrieben, da das Starterfeld durch hohe Nachfrage nach Hypercar-Einsätzen bereits gefüllt ist. Bei den 24-Stunden-Rennen von Le Mans soll die Klasse aber weiterhin mit 15 Fahrzeugen ausgetragen werden.[3]
- Nachdem in der Vorsaison bereits die GTE Pro-Kategorie entfiel, kommen ab 2024 die GTE-Fahrzeuge gar nicht mehr zum Einsatz. Die GTE-Am-Klasse wird durch eine neue LMGT3-Klasse ersetzt, die auf dem etablierten GT3-Reglement aufbauen soll.[4] Dabei sollen pro Hersteller nur zwei Fahrzeuge eingesetzt werden, wobei Hersteller, die sich auch in der Hypercar-Klasse engagieren, bevorzugt mit Startplätzen bedacht werden sollen. Der Fahrzeughersteller kann dabei das Einsatzteam wählen.

## Rennkalender
| Nr. | Datum         | Rennname / Ort                                             | Sieger Hypercar                              | Sieger LMGT3                                    |
| --- | ------------- | ---------------------------------------------------------- | -------------------------------------------- | ----------------------------------------------- |
| 1   | 2. März       | 1812-km-Rennen von Katar (Doha)                            | Porsche Penske Motorsport                    | Manthey Pure Racing                             |
| 1   | 2. März       | 1812-km-Rennen von Katar (Doha)                            | Kévin Estre André Lotterer Laurens Vanthoor  | Klaus Bachler Alex Malykhin Joel Sturm          |
| 2   | 21. April     | 6-Stunden-Rennen von Imola (Imola)                         | Toyota Gazoo Racing                          | Team WRT                                        |
| 2   | 21. April     | 6-Stunden-Rennen von Imola (Imola)                         | Mike Conway Kamui Kobayashi Nyck de Vries    | Augusto Farfus Sean Gelael Darren Leung         |
| 3   | 11. Mai       | 6-Stunden-Rennen von Spa-Francorchamps (Spa-Francorchamps) | Hertz Team Jota                              | Manthey EMA                                     |
| 3   | 11. Mai       | 6-Stunden-Rennen von Spa-Francorchamps (Spa-Francorchamps) | Callum Ilott Will Stevens                    | Richard Lietz Morris Schuring Yasser Shahin     |
| 4   | 15.–16. Juni  | 24-Stunden-Rennen von Le Mans (Le Mans)                    | Ferrari AF Corse                             | Manthey EMA                                     |
| 4   | 15.–16. Juni  | 24-Stunden-Rennen von Le Mans (Le Mans)                    | Antonio Fuoco Miguel Molina Nicklas Nielsen  | Richard Lietz Morris Schuring Yasser Shahin     |
| 5   | 14. Juli      | 6-Stunden-Rennen von São Paulo (São Paulo)                 | Toyota Gazoo Racing                          | Manthey Pure Racing                             |
| 5   | 14. Juli      | 6-Stunden-Rennen von São Paulo (São Paulo)                 | Sébastien Buemi Brendon Hartley Ryō Hirakawa | Klaus Bachler Alex Malykhin Joel Sturm          |
| 6   | 1. September  | 6-Stunden-Rennen von Austin (Austin)                       | Ferrari AF Corse                             | Heart of Racing Team                            |
| 6   | 1. September  | 6-Stunden-Rennen von Austin (Austin)                       | Robert Kubica Robert Schwarzman Ye Yifei     | Ian James Daniel Mancinelli Alex Riberas        |
| 7   | 15. September | 6-Stunden-Rennen von Fuji (Fuji)                           | Porsche Penske Motorsport                    | Vista AF Corse                                  |
| 7   | 15. September | 6-Stunden-Rennen von Fuji (Fuji)                           | Kévin Estre André Lotterer Laurens Vanthoor  | Francesco Castellacci Thomas Flohr Davide Rigon |
| 8   | 2. November   | 8-Stunden-Rennen von Bahrain (As-Sachir)                   | Toyota Gazoo Racing                          | Vista AF Corse                                  |
| 8   | 2. November   | 8-Stunden-Rennen von Bahrain (As-Sachir)                   | Sébastien Buemi Brendon Hartley Ryō Hirakawa | François Hériau Simon Mann Alessio Rovera       |

## Fahrer und Teams
| Legende                                                                | Legende |
| ---------------------------------------------------------------------- | ------- |
| Meldung für die komplette Saison * In allen Wertungen punkteberechtigt |         |
| Gaststarter * In keiner Wertung punkteberechtigt                       |         |

### Hypercar
| Team                      | Fahrzeug                     | Motor                                    | Reifen | Nr. | Fahrer                | Rennen   |
| ------------------------- | ---------------------------- | ---------------------------------------- | ------ | --- | --------------------- | -------- |
| Cadillac Racing           | Cadillac V-Series.R          | Cadillac 5.5 L V8 (Hybrid)               | M      | 2   | Earl Bamber           | 1–5      |
| Cadillac Racing           | Cadillac V-Series.R          | Cadillac 5.5 L V8 (Hybrid)               | M      | 2   | Sébastien Bourdais    | 1        |
| Cadillac Racing           | Cadillac V-Series.R          | Cadillac 5.5 L V8 (Hybrid)               | M      | 2   | Alex Lynn             | 1–5      |
| Cadillac Racing           | Cadillac V-Series.R          | Cadillac 5.5 L V8 (Hybrid)               | M      | 2   | Alex Palou            | 4        |
| Porsche Penske Motorsport | Porsche 963                  | Porsche 4.6 L Turbo V8 (Hybrid)          | M      | 5   | Matt Campbell         | 1–5      |
| Porsche Penske Motorsport | Porsche 963                  | Porsche 4.6 L Turbo V8 (Hybrid)          | M      | 5   | Michael Christensen   | 1–5      |
| Porsche Penske Motorsport | Porsche 963                  | Porsche 4.6 L Turbo V8 (Hybrid)          | M      | 5   | Frédéric Makowiecki   | 1–5      |
| Porsche Penske Motorsport | Porsche 963                  | Porsche 4.6 L Turbo V8 (Hybrid)          | M      | 6   | Kévin Estre           | 1–5      |
| Porsche Penske Motorsport | Porsche 963                  | Porsche 4.6 L Turbo V8 (Hybrid)          | M      | 6   | André Lotterer        | 1–5      |
| Porsche Penske Motorsport | Porsche 963                  | Porsche 4.6 L Turbo V8 (Hybrid)          | M      | 6   | Laurens Vanthoor      | 1–5      |
| Toyota Gazoo Racing       | Toyota GR010 Hybrid          | Toyota 3.5 L Turbo V6 (Hybrid)           | M      | 7   | Mike Conway           | 1–3, 5   |
| Toyota Gazoo Racing       | Toyota GR010 Hybrid          | Toyota 3.5 L Turbo V6 (Hybrid)           | M      | 7   | Kamui Kobayashi       | 1–5      |
| Toyota Gazoo Racing       | Toyota GR010 Hybrid          | Toyota 3.5 L Turbo V6 (Hybrid)           | M      | 7   | José María López      | 4        |
| Toyota Gazoo Racing       | Toyota GR010 Hybrid          | Toyota 3.5 L Turbo V6 (Hybrid)           | M      | 7   | Nyck de Vries         | 1–5      |
| Toyota Gazoo Racing       | Toyota GR010 Hybrid          | Toyota 3.5 L Turbo V6 (Hybrid)           | M      | 8   | Sébastien Buemi       | 1–5      |
| Toyota Gazoo Racing       | Toyota GR010 Hybrid          | Toyota 3.5 L Turbo V6 (Hybrid)           | M      | 8   | Brendon Hartley       | 1–5      |
| Toyota Gazoo Racing       | Toyota GR010 Hybrid          | Toyota 3.5 L Turbo V6 (Hybrid)           | M      | 8   | Ryō Hirakawa          | 1–5      |
| Isotta Fraschini          | Isotta Fraschini Tipo 6-C    | Isotta Fraschini 3.0 L Turbo V8 (Hybrid) | M      | 11  | Carl Wattana Bennett  | 1–5      |
| Isotta Fraschini          | Isotta Fraschini Tipo 6-C    | Isotta Fraschini 3.0 L Turbo V8 (Hybrid) | M      | 11  | Antonio Serravalle    | 1–5      |
| Isotta Fraschini          | Isotta Fraschini Tipo 6-C    | Isotta Fraschini 3.0 L Turbo V8 (Hybrid) | M      | 11  | Jean Karl Vernay      | 1–5      |
| Hertz Team Jota           | Porsche 963                  | Porsche 4.6 L Turbo V8 (Hybrid)          | M      | 12  | Callum Ilott          | 1–5      |
| Hertz Team Jota           | Porsche 963                  | Porsche 4.6 L Turbo V8 (Hybrid)          | M      | 12  | Norman Nato           | 1–2, 4–5 |
| Hertz Team Jota           | Porsche 963                  | Porsche 4.6 L Turbo V8 (Hybrid)          | M      | 12  | Will Stevens          | 1–5      |
| Hertz Team Jota           | Porsche 963                  | Porsche 4.6 L Turbo V8 (Hybrid)          | M      | 38  | Jenson Button         | 1–5      |
| Hertz Team Jota           | Porsche 963                  | Porsche 4.6 L Turbo V8 (Hybrid)          | M      | 38  | Philip Hanson         | 1–5      |
| Hertz Team Jota           | Porsche 963                  | Porsche 4.6 L Turbo V8 (Hybrid)          | M      | 38  | Oliver Rasmussen      | 1–5      |
| BMW M Team WRT            | BMW M Hybrid V8              | BMW 4.0 L Turbo V8 (Hybrid)              | M      | 15  | Raffaele Marciello    | 1–5      |
| BMW M Team WRT            | BMW M Hybrid V8              | BMW 4.0 L Turbo V8 (Hybrid)              | M      | 15  | Dries Vanthoor        | 1–5      |
| BMW M Team WRT            | BMW M Hybrid V8              | BMW 4.0 L Turbo V8 (Hybrid)              | M      | 15  | Marco Wittmann        | 1–5      |
| BMW M Team WRT            | BMW M Hybrid V8              | BMW 4.0 L Turbo V8 (Hybrid)              | M      | 20  | Robin Frijns          | 1–5      |
| BMW M Team WRT            | BMW M Hybrid V8              | BMW 4.0 L Turbo V8 (Hybrid)              | M      | 20  | Sheldon van der Linde | 1–5      |
| BMW M Team WRT            | BMW M Hybrid V8              | BMW 4.0 L Turbo V8 (Hybrid)              | M      | 20  | René Rast             | 1–5      |
| Alpine Endurance Team     | Alpine A424                  | Alpine 3.4 L Turbo V6 (Hybrid)           | M      | 35  | Paul-Loup Chatin      | 1–5      |
| Alpine Endurance Team     | Alpine A424                  | Alpine 3.4 L Turbo V6 (Hybrid)           | M      | 35  | Ferdinand Habsburg    | 1, 4–5   |
| Alpine Endurance Team     | Alpine A424                  | Alpine 3.4 L Turbo V6 (Hybrid)           | M      | 35  | Charles Milesi        | 1–5      |
| Alpine Endurance Team     | Alpine A424                  | Alpine 3.4 L Turbo V6 (Hybrid)           | M      | 36  | Nicolas Lapierre      | 1–5      |
| Alpine Endurance Team     | Alpine A424                  | Alpine 3.4 L Turbo V6 (Hybrid)           | M      | 36  | Mick Schumacher       | 1–5      |
| Alpine Endurance Team     | Alpine A424                  | Alpine 3.4 L Turbo V6 (Hybrid)           | M      | 36  | Matthieu Vaxivière    | 1–5      |
| Ferrari AF Corse          | Ferrari 499P                 | Ferrari 3.0 L Turbo V6 (Hybrid)          | M      | 50  | Antonio Fuoco         | 1–5      |
| Ferrari AF Corse          | Ferrari 499P                 | Ferrari 3.0 L Turbo V6 (Hybrid)          | M      | 50  | Miguel Molina         | 1–5      |
| Ferrari AF Corse          | Ferrari 499P                 | Ferrari 3.0 L Turbo V6 (Hybrid)          | M      | 50  | Nicklas Nielsen       | 1–5      |
| Ferrari AF Corse          | Ferrari 499P                 | Ferrari 3.0 L Turbo V6 (Hybrid)          | M      | 51  | James Calado          | 1–5      |
| Ferrari AF Corse          | Ferrari 499P                 | Ferrari 3.0 L Turbo V6 (Hybrid)          | M      | 51  | Antonio Giovinazzi    | 1–5      |
| Ferrari AF Corse          | Ferrari 499P                 | Ferrari 3.0 L Turbo V6 (Hybrid)          | M      | 51  | Alessandro Pier Guidi | 1–5      |
| AF Corse                  | Ferrari 499P                 | Ferrari 3.0 L Turbo V6 (Hybrid)          | M      | 83  | Robert Kubica         | 1–5      |
| AF Corse                  | Ferrari 499P                 | Ferrari 3.0 L Turbo V6 (Hybrid)          | M      | 83  | Robert Schwarzman     | 1–5      |
| AF Corse                  | Ferrari 499P                 | Ferrari 3.0 L Turbo V6 (Hybrid)          | M      | 83  | Ye Yifei              | 1–5      |
| Lamborghini Iron Lynx     | Lamborghini SC63             | Lamborghini 3.8 L Turbo V8 (Hybrid)      | M      | 63  | Mirko Bortolotti      | 1–5      |
| Lamborghini Iron Lynx     | Lamborghini SC63             | Lamborghini 3.8 L Turbo V8 (Hybrid)      | M      | 63  | Andrea Caldarelli     | 3        |
| Lamborghini Iron Lynx     | Lamborghini SC63             | Lamborghini 3.8 L Turbo V8 (Hybrid)      | M      | 63  | ---- Daniil Kwjat     | 1–5      |
| Lamborghini Iron Lynx     | Lamborghini SC63             | Lamborghini 3.8 L Turbo V8 (Hybrid)      | M      | 63  | Edoardo Mortara       | 1–2, 4–5 |
| Peugeot TotalEnergies     | Peugeot 9X8 Peugeot 9X8 2024 | Peugeot 2.6 L Turbo V6 (Hybrid)          | M      | 93  | Mikkel Jensen         | 1–5      |
| Peugeot TotalEnergies     | Peugeot 9X8 Peugeot 9X8 2024 | Peugeot 2.6 L Turbo V6 (Hybrid)          | M      | 93  | Nico Müller           | 1–5      |
| Peugeot TotalEnergies     | Peugeot 9X8 Peugeot 9X8 2024 | Peugeot 2.6 L Turbo V6 (Hybrid)          | M      | 93  | Jean-Éric Vergne      | 1–2, 4–5 |
| Peugeot TotalEnergies     | Peugeot 9X8 Peugeot 9X8 2024 | Peugeot 2.6 L Turbo V6 (Hybrid)          | M      | 94  | Loïc Duval            | 1–5      |
| Peugeot TotalEnergies     | Peugeot 9X8 Peugeot 9X8 2024 | Peugeot 2.6 L Turbo V6 (Hybrid)          | M      | 94  | Paul di Resta         | 1–5      |
| Peugeot TotalEnergies     | Peugeot 9X8 Peugeot 9X8 2024 | Peugeot 2.6 L Turbo V6 (Hybrid)          | M      | 94  | Stoffel Vandoorne     | 1–2, 4–5 |
| Proton Competition        | Porsche 963                  | Porsche 4.6 L Turbo V8 (Hybrid)          | M      | 99  | Julien Andlauer       | 1–5      |
| Proton Competition        | Porsche 963                  | Porsche 4.6 L Turbo V8 (Hybrid)          | M      | 99  | Neel Jani             | 1–5      |
| Proton Competition        | Porsche 963                  | Porsche 4.6 L Turbo V8 (Hybrid)          | M      | 99  | Harry Tincknell       | 1–2, 4   |

### LMGT3
| Team                 | Fahrzeug                         | Motor                       | Reifen | Nr. | Fahrer                  | Rennen   |
| -------------------- | -------------------------------- | --------------------------- | ------ | --- | ----------------------- | -------- |
| Heart of Racing Team | Aston Martin Vantage AMR GT3 Evo | Aston Martin 4.0 L Turbo V8 | G      | 27  | Ian James               | 1–5      |
| Heart of Racing Team | Aston Martin Vantage AMR GT3 Evo | Aston Martin 4.0 L Turbo V8 | G      | 27  | Daniel Mancinelli       | 1–5      |
| Heart of Racing Team | Aston Martin Vantage AMR GT3 Evo | Aston Martin 4.0 L Turbo V8 | G      | 27  | Alex Riberas            | 1–5      |
| Team WRT             | BMW M4 GT3                       | BMW 3.6 L Turbo I6          | G      | 31  | Augusto Farfus          | 1–5      |
| Team WRT             | BMW M4 GT3                       | BMW 3.6 L Turbo I6          | G      | 31  | Sean Gelael             | 1–5      |
| Team WRT             | BMW M4 GT3                       | BMW 3.6 L Turbo I6          | G      | 31  | Darren Leung            | 1–5      |
| Team WRT             | BMW M4 GT3                       | BMW 3.6 L Turbo I6          | G      | 46  | Ahmad Al Harthy         | 1–5      |
| Team WRT             | BMW M4 GT3                       | BMW 3.6 L Turbo I6          | G      | 46  | Maxime Martin           | 1–5      |
| Team WRT             | BMW M4 GT3                       | BMW 3.6 L Turbo I6          | G      | 46  | Valentino Rossi         | 1–5      |
| Vista AF Corse       | Ferrari 296 GT3                  | Ferrari 3.0 L Turbo V6      | G      | 54  | Francesco Castellacci   | 1–5      |
| Vista AF Corse       | Ferrari 296 GT3                  | Ferrari 3.0 L Turbo V6      | G      | 54  | Thomas Flohr            | 1–5      |
| Vista AF Corse       | Ferrari 296 GT3                  | Ferrari 3.0 L Turbo V6      | G      | 54  | Davide Rigon            | 1–5      |
| Vista AF Corse       | Ferrari 296 GT3                  | Ferrari 3.0 L Turbo V6      | G      | 55  | François Hériau         | 1–5      |
| Vista AF Corse       | Ferrari 296 GT3                  | Ferrari 3.0 L Turbo V6      | G      | 55  | Simon Mann              | 1–5      |
| Vista AF Corse       | Ferrari 296 GT3                  | Ferrari 3.0 L Turbo V6      | G      | 55  | Alessio Rovera          | 1–5      |
| United Autosports    | McLaren 720S GT3 Evo             | McLaren 4.0 L Turbo V8      | G      | 59  | Nicolas Costa           | 1–5      |
| United Autosports    | McLaren 720S GT3 Evo             | McLaren 4.0 L Turbo V8      | G      | 59  | James Cottingham        | 1–5      |
| United Autosports    | McLaren 720S GT3 Evo             | McLaren 4.0 L Turbo V8      | G      | 59  | Grégoire Saucy          | 1–5      |
| United Autosports    | McLaren 720S GT3 Evo             | McLaren 4.0 L Turbo V8      | G      | 95  | Josh Caygill            | 1–3, 5   |
| United Autosports    | McLaren 720S GT3 Evo             | McLaren 4.0 L Turbo V8      | G      | 95  | Hiroshi Hamaguchi       | 4        |
| United Autosports    | McLaren 720S GT3 Evo             | McLaren 4.0 L Turbo V8      | G      | 95  | Nico Pino               | 1–5      |
| United Autosports    | McLaren 720S GT3 Evo             | McLaren 4.0 L Turbo V8      | G      | 95  | Marino Satō             | 1–5      |
| Iron Lynx            | Lamborghini Huracán GT3 Evo 2    | Lamborghini 5.2 L V10       | G      | 60  | Matteo Cressoni         | 1–5      |
| Iron Lynx            | Lamborghini Huracán GT3 Evo 2    | Lamborghini 5.2 L V10       | G      | 60  | Franck Perera           | 1–5      |
| Iron Lynx            | Lamborghini Huracán GT3 Evo 2    | Lamborghini 5.2 L V10       | G      | 60  | Claudio Schiavoni       | 1–5      |
| Iron Dames           | Lamborghini Huracán GT3 Evo 2    | Lamborghini 5.2 L V10       | G      | 85  | Sarah Bovy              | 1–5      |
| Iron Dames           | Lamborghini Huracán GT3 Evo 2    | Lamborghini 5.2 L V10       | G      | 85  | Rahel Frey              | 3–5      |
| Iron Dames           | Lamborghini Huracán GT3 Evo 2    | Lamborghini 5.2 L V10       | G      | 85  | Michelle Gatting        | 1–5      |
| Iron Dames           | Lamborghini Huracán GT3 Evo 2    | Lamborghini 5.2 L V10       | G      | 85  | Doriane Pin             | 1–2      |
| Proton Competition   | Ford Mustang GT3                 | Ford 5.4 L V8               | G      | 77  | Ben Barker              | 1–5      |
| Proton Competition   | Ford Mustang GT3                 | Ford 5.4 L V8               | G      | 77  | Ryan Hardwick           | 1–5      |
| Proton Competition   | Ford Mustang GT3                 | Ford 5.4 L V8               | G      | 77  | Zacharie Robichon       | 1–5      |
| Proton Competition   | Ford Mustang GT3                 | Ford 5.4 L V8               | G      | 88  | Dennis Olsen            | 1–5      |
| Proton Competition   | Ford Mustang GT3                 | Ford 5.4 L V8               | G      | 88  | Mikkel Pedersen         | 1–5      |
| Proton Competition   | Ford Mustang GT3                 | Ford 5.4 L V8               | G      | 88  | Christian Ried          | 5        |
| Proton Competition   | Ford Mustang GT3                 | Ford 5.4 L V8               | G      | 88  | Giorgio Roda            | 1–4      |
| Akkodis ASP Team     | Lexus RC F GT3                   | Toyota 5.0 L V8             | G      | 78  | ---- Timur Boguslavskiy | 1–2, 4   |
| Akkodis ASP Team     | Lexus RC F GT3                   | Toyota 5.0 L V8             | G      | 78  | Kelvin van der Linde    | 1–2, 4–5 |
| Akkodis ASP Team     | Lexus RC F GT3                   | Toyota 5.0 L V8             | G      | 78  | Arnold Robin            | 1–5      |
| Akkodis ASP Team     | Lexus RC F GT3                   | Toyota 5.0 L V8             | G      | 78  | Ritomo Miyata           | 3        |
| Akkodis ASP Team     | Lexus RC F GT3                   | Toyota 5.0 L V8             | G      | 78  | Clemens Schmid          | 3, 5     |
| Akkodis ASP Team     | Lexus RC F GT3                   | Toyota 5.0 L V8             | G      | 87  | Jack Hawksworth         | 4        |
| Akkodis ASP Team     | Lexus RC F GT3                   | Toyota 5.0 L V8             | G      | 87  | Takeshi Kimura          | 1–5      |
| Akkodis ASP Team     | Lexus RC F GT3                   | Toyota 5.0 L V8             | G      | 87  | José María López        | 1–3, 5   |
| Akkodis ASP Team     | Lexus RC F GT3                   | Toyota 5.0 L V8             | G      | 87  | Esteban Masson          | 1–5      |
| TF Sport             | Chevrolet Corvette Z06 GT3.R     | Chevrolet 5.5 L V8          | G      | 81  | Rui Andrade             | 1–5      |
| TF Sport             | Chevrolet Corvette Z06 GT3.R     | Chevrolet 5.5 L V8          | G      | 81  | Charlie Eastwood        | 1–5      |
| TF Sport             | Chevrolet Corvette Z06 GT3.R     | Chevrolet 5.5 L V8          | G      | 81  | Tom Van Rompuy          | 1–5      |
| TF Sport             | Chevrolet Corvette Z06 GT3.R     | Chevrolet 5.5 L V8          | G      | 82  | Sébastien Baud          | 1–5      |
| TF Sport             | Chevrolet Corvette Z06 GT3.R     | Chevrolet 5.5 L V8          | G      | 82  | Daniel Juncadella       | 1–5      |
| TF Sport             | Chevrolet Corvette Z06 GT3.R     | Chevrolet 5.5 L V8          | G      | 82  | Hiroshi Koizumi         | 1–5      |
| Manthey EMA          | Porsche 911 GT3 R LMGT3          | Porsche 4.2 L Flat-6        | G      | 91  | Richard Lietz           | 1–5      |
| Manthey EMA          | Porsche 911 GT3 R LMGT3          | Porsche 4.2 L Flat-6        | G      | 91  | Morris Schuring         | 1–5      |
| Manthey EMA          | Porsche 911 GT3 R LMGT3          | Porsche 4.2 L Flat-6        | G      | 91  | Yasser Shahin           | 1–5      |
| Manthey Pure Racing  | Porsche 911 GT3 R LMGT3          | Porsche 4.2 L Flat-6        | G      | 92  | Klaus Bachler           | 1–5      |
| Manthey Pure Racing  | Porsche 911 GT3 R LMGT3          | Porsche 4.2 L Flat-6        | G      | 92  | Alex Malykhin           | 1–5      |
| Manthey Pure Racing  | Porsche 911 GT3 R LMGT3          | Porsche 4.2 L Flat-6        | G      | 92  | Joel Sturm              | 1–5      |
| D'Station Racing     | Aston Martin Vantage AMR GT3 Evo | Aston Martin 4.0 L Turbo V8 | G      | 777 | Erwan Bastard           | 1–5      |
| D'Station Racing     | Aston Martin Vantage AMR GT3 Evo | Aston Martin 4.0 L Turbo V8 | G      | 777 | Satoshi Hoshino         | 4        |
| D'Station Racing     | Aston Martin Vantage AMR GT3 Evo | Aston Martin 4.0 L Turbo V8 | G      | 777 | Clément Mateu           | 1–3, 5   |
| D'Station Racing     | Aston Martin Vantage AMR GT3 Evo | Aston Martin 4.0 L Turbo V8 | G      | 777 | Marco Sørensen          | 1–5      |

## Wertungen

### Punkteverteilung
| Renndistanz  | 1. | 2. | 3. | 4. | 5. | 6. | 7. | 8. | 9. | 10. | Pole |
| ------------ | -- | -- | -- | -- | -- | -- | -- | -- | -- | --- | ---- |
| 6 Stunden    | 25 | 18 | 15 | 12 | 10 | 8  | 6  | 4  | 2  | 1   | 1    |
| 8–10 Stunden | 38 | 27 | 23 | 18 | 15 | 12 | 9  | 6  | 3  | 2   | 1    |
| 24 Stunden   | 50 | 36 | 30 | 24 | 20 | 16 | 12 | 8  | 4  | 2   | 1    |

### Hypercar

#### Fahrerwertung
| Pos. | Fahrer                                                   | Team                      | DOH | IMO | SPA | LEM | INT | COA | FUJ | BAH | Punkte |
| ---- | -------------------------------------------------------- | ------------------------- | --- | --- | --- | --- | --- | --- | --- | --- | ------ |
| 01   | Kévin Estre André Lotterer Laurens Vanthoor              | Team Penske               | 1   | 2   | 2   | 4   | 2   |     |     |     | 117    |
| 02   | Antonio Fuoco Miguel Molina Nicklas Nielsen              | Ferrari AF Corse          | 6   | 4   | 3   | 1   | 6   |     |     |     | 98     |
| 03   | Kamui Kobayashi Nyck de Vries                            | Toyota Gazoo Racing       | 5   | 1   | 7   | 2   | 4   |     |     |     | 95     |
| 04   | Matt Campbell Michael Christensen Frédéric Makowiecki    | Porsche Penske Motorsport | 3   | 3   | DNF | 6   | 3   |     |     |     | 71     |
| 05   | Sébastien Buemi Brendon Hartley Ryō Hirakawa             | Toyota Gazoo Racing       | 8   | 5   | 6   | 5   | 1   |     |     |     | 69     |
| 06   | Callum Ilott Will Stevens                                | Hertz Team Jota           | 2   | 14  | 1   | 8   | 18  |     |     |     | 60     |
| 07   | Mike Conway                                              | Toyota Gazoo Racing       | 5   | 1   | 7   |     | 4   |     |     |     | 59     |
| 08   | James Calado Antonio Giovinazzi Alessandro Pier Guidi    | Ferrari AF Corse          | 12  | 7   | 4   | 3   | 5   |     |     |     | 58     |
| 09   | José María López                                         | Toyota Gazoo Racing       |     |     |     | 2   |     |     |     |     | 36     |
| 10   | Norman Nato                                              | Hertz Team Jota           | 2   | 14  |     | 8   | 18  |     |     |     | 35     |
| 11   | Robert Kubica Robert Schwarzman Ye Yifei                 | AF Corse                  | 4   | 8   | 8   | DNF | 11  |     |     |     | 26     |
| 12   | Earl Bamber Alex Lynn                                    | Cadillac Racing           | DSQ | 10  | DNF | 7   | 13  |     |     |     | 13     |
| 13   | Julien Andlauer Neel Jani                                | Proton Competition        | 9   | DNF | 5   | 14  | 15  |     |     |     | 13     |
| 14   | Alex Palou                                               | Cadillac Racing           |     |     |     | 7   |     |     |     |     | 12     |
| 15   | Paul-Loup Chatin Charles Milesi                          | Alpine Endurance Team     | 7   | 13  | 9   | DNF | 12  |     |     |     | 11     |
| 16   | Robin Frijns René Rast Sheldon van der Linde             | BMW M Team WRT            | 10  | 6   | 13  | NC  | 12  |     |     |     | 10     |
| 17   | Jenson Button Philip Hanson Oliver Rasmussen             | Hertz Team Jota           | DNF | 11  | DNF | 9   | 7   |     |     |     | 10     |
| 18   | Ferdinand Habsburg                                       | Alpine Endurance Team     | 7   |     |     | DNF | 12  |     |     |     | 9      |
| 19   | Mikkel Jensen Nico Müller                                | Peugeot TotalEnergies     | DSQ | 9   | 10  | 12  | 8   |     |     |     | 7      |
| 20   | Jean-Éric Vergne                                         | Peugeot TotalEnergies     | DSQ | 9   |     | 12  | 8   |     |     |     | 7      |
| 21   | Harry Tincknell                                          | Proton Competition        | 9   | DNF |     | 14  |     |     |     |     | 3      |
| 22   | Raffaele Marciello Dries Vanthoor Marco Wittmann         | BMW M Team WRT            | 14  | DSQ | 11  | DNF | 9   |     |     |     | 2      |
| 23   | Mirko Bortolotti ---- Daniil Kvjat                       | Lamborghini Iron Lynx     | 13  | 12  | DNF | 10  | 17  |     |     |     | 2      |
| 24   | Edoardo Mortara                                          | Lamborghini Iron Lynx     | 13  | 12  |     | 10  | 17  |     |     |     | 2      |
| 25   | Nicolas Lapierre Mick Schumacher Matthieu Vaxivière      | Alpine Endurance Team     | 11  | 16  | 12  | DNF | 10  |     |     |     | 1      |
| 26   | Jules Gounon                                             | Alpine Endurance Team     |     | 13  | 9   |     |     |     |     |     | 0      |
| 27   | Loïc Duval Paul di Resta                                 | Peugeot TotalEnergies     | 15  | 15  | 14  | 11  | 16  |     |     |     | 0      |
| 28   | Stoffel Vandoorne                                        | Peugeot TotalEnergies     | 15  | 15  |     | 11  | 16  |     |     |     | 0      |
| 29   | Carl Wattana Bennett Antonio Serravalle Jean Karl Vernay | Isotta Fraschini          | DNF | 17  | 15  | 13  | DNF |     |     |     | 0      |
| 30   | Andrea Caldarelli                                        | Lamborghini Iron Lynx     |     |     | DNF |     |     |     |     |     | 0      |
| 31   | Sébastien Bourdais                                       | Cadillac Racing           | DSQ |     |     |     |     |     |     |     | 0      |
| Pos. | Fahrer                                                   | Team                      | DOH | IMO | SPA | LEM | INT | COA | FUJ | BAH | Punkte |

| Farbe    | Bedeutung                                             |
| -------- | ----------------------------------------------------- |
| Gold     | Sieger                                                |
| Silber   | 2. Platz                                              |
| Bronze   | 3. Platz                                              |
| Grün     | Klassifiziert innerhalb der Top 10                    |
| Hellblau | Klassifiziert innerhalb der Punkteränge (ab Platz 11) |
| Blau     | Klassifiziert außerhalb der Punkteränge               |
| Violett  | Rennen nicht beendet (DNF)                            |
| Violett  | nicht klassifiziert (NC)                              |
| Rot      | nicht qualifiziert (DNQ)                              |
| Schwarz  | disqualifiziert (DSQ)                                 |
| Weiß     | nicht am Start (DNS)                                  |
| Weiß     | zurückgezogen (WD)                                    |
| Weiß     | Rennen abgesagt (C)                                   |
| Blanko   | nicht teilgenommen                                    |
| Blanko   | gemeldet, aber nicht teilgenommen (DNP)               |
| Blanko   | verletzt oder krank (INJ)                             |
| Blanko   | ausgeschlossen (EX)                                   |

#### Konstrukteurswertung
In diese Wertung geht ausschließlich das bestplatzierte Fahrzeug jedes Konstrukteurs ein. Weltmeister wird derjenige Konstrukteur, der bis zum Saisonende am meisten Punkte ansammelt.
| Pos. | Hersteller       | DOH | IMO | SPA | LEM | INT | COA | FUJ | BAH | Punkte |
| ---- | ---------------- | --- | --- | --- | --- | --- | --- | --- | --- | ------ |
| 10   | Toyota           | 3   | 1   | 4   | 2   | 1   | 1   | 8   | 1   | 190    |
| 02   | Porsche          | 1   | 2   | 1   | 4   | 2   | 5   | 1   | 2   | 188    |
| 03   | Ferrari          | 4   | 4   | 2   | 1   | 5   | 2   | 7   | 9   | 137    |
| 04   | Alpine           | 5   | 11  | 6   | DNF | 9   | 4   | 3   | 4   | 70     |
| 05   | BMW              | 7   | 6   | 8   | NC  | 8   | 7   | 2   | 5   | 64     |
| 06   | Peugeot          | 12  | 8   | 7   | 9   | 7   | 9   | 4   | 3   | 57     |
| 07   | Cadillac         | DSQ | 9   | DNF | 7   | 11  | 3   | DNF | 6   | 42     |
| 08   | Lamborghini      | 10  | 10  | DNF | 8   | 14  | 11  | DNF | DNF | 11     |
| 09   | Isotta Fraschini | DNF | 17  | 15  | 13  | DNF |     |     |     | 0      |
| Pos. | Hersteller       | DOH | IMO | SPA | LEM | INT | COA | FUJ | BAH | Punkte |

#### World Cup für Hypercar Teams
Für diese Wertung sind nur private Teams zugelassen. Punkte werden vergeben entsprechend der relativen Position zu den übrigen Kundenteams, unabhängig der tatsächlichen Platzierung in einem Rennen. Das Fahrzeug, das bis Saisonende am meisten Punkte ansammelt gewinnt den World Cup für Hypercar Teams.
| Pos. | Nr. | Team               | DOH | IMO | SPA | LEM | INT | COA | FUJ | BAH | Punkte |
| ---- | --- | ------------------ | --- | --- | --- | --- | --- | --- | --- | --- | ------ |
| 01   | 12  | Hertz Team Jota    | 1   | 3   | 1   | 1   | 4   | NC  | 1   | 4   | 183    |
| 02   | 38  | Hertz Team Jota    | DNF | 2   | DNF | 2   | 1   | 2   | 2   | 1   | 153    |
| 03   | 83  | AF Corse           | 2   | 1   | 3   | DNF | 2   | 1   | 4   | 2   | 149    |
| 04   | 99  | Proton Competition | 3   | DNF | 2   | 3   | 3   | 3   | 3   | 3   | 139    |
| Pos. | Nr. | Team               | DOH | IMO | SPA | LEM | INT | COA | FUJ | BAH | Punkte |